# Eupithecia longidens
Eupithecia longidens là một loài bướm đêm trong họ Geometridae.